# Estreito (Maranhão)
Estreito é um município brasileiro no interior do estado do Maranhão, Região Nordeste do país. Localiza-se no sul geográfico do estado e integra a Região Metropolitana do Sudoeste Maranhense. Ocupa uma área de cerca de 2 720 km², sendo que 9 km² estão em perímetro urbano, e sua população foi estimada em 34 353 habitantes em 2024.
Em Estreito, também fica localizada a Usina Hidrelétrica Estreito, inaugurada em 2012 capaz de gerar até 1.087.MW de potência. O reservatório terá 5,4 bilhões metros cúbicos, com 555 km².

## História

#### Criação do povoado
No ano de 1909, Virgílio Franco e Antônio Marinho fundaram um povoado no local onde havia o melhor ponto de travessia do rio Tocantins, para acessar Goiás, passando por Tocantins. Esse povoado recebeu a denominação de Estreito.

#### Município de Presidente Vargas
Em 1948, subordinado ao município de Carolina, o povoado passou à condição de distrito, com o nome de Paranaidiji, conservando-o até o dia 27 de dezembro de 1954, data em que foi elevado à categoria de município pela Lei estadual Nº 1304, recebendo o nome de Presidente Vargas.

#### Emancipação Caçada
Depois de solenemente instalado (17 de março de 1955) e de terem sido eleitos seu primeiro prefeito e vereadores (3 de outubro de 1955) o município de Presidente Vargas teve seu processo de emancipação cassado pelo Supremo Tribunal Federal.

#### Retorno da autonomia municipal
A partir da construção das rodovias BR-010, BR-226 e BR-230, especialmente ligando-a a Belém (norte) e à Brasília (sul), e à Marabá (oeste) e à Oeiras (leste), que fizeram de Estreito um importante entroncamento logístico, a localidade tomou grande impulso econômico, sendo importante fator na recuperação de sua autonomia política.
Estreito recuperou sua autonomia política em 12 de maio de 1982, por meio da Lei Estadual nº 4.416, que recriou o município com território desmembrado de Carolina. A nova configuração administrativa incluiu três distritos: a sede Estreito, São Bartolomeu e São Pedro dos Crentes. A instalação oficial ocorreu em 9 de julho do mesmo ano.

## Toponímia
O topônimo "Estreito" refere-se à porção mais estreita do curso do rio Tocantins na região, onde foi estabelecida a travessia interestadual entre o Maranhão e Tocantins. Esse trecho fluvial é marcado pela presença de duas infraestruturas de ligação: a Ponte do Estreito (BR-010), destinada ao tráfego rodoviário, e a Ponte Ferroviária de Estreito, integrante da Ferrovia Norte-Sul.

## Geografia
Tendo como grande referencial geográfico o rio Tocantins, Estreito é especialmente ligada à vizinha Aguiarnópolis, no estado do Tocantins, formando uma conurbação interestadual.
Localiza-se a uma latitude 06º33'38" sul e a uma longitude 47º27'04" oeste, estando a uma altitude de 153 metros e a 750 km da capital, São Luis. O nome Estreito é uma alusão a parte mais estreita do Rio Tocantins, onde se encontram construídas duas pontes, que unem os Estados de Tocantins e Maranhão: a rodoviária Ponte Juscelino Kubitschek de Oliveira nas rodovias BR-226 e BR-230 e a ferroviária Ponte Ferroviária Estreito-Aguiarnópolis na Ferrovia Norte-Sul.
| Área da unidade territorial [2024] | 2.719,964 km²                                                                       |
| Hierarquia urbana [2018]           | Centro de Zona A (4A) - Município integrante do Arranjo Populacional de Estreito/MA |
| Região de Influência [2018]        | Arranjo Populacional de Imperatriz/MA - Capital Regional C                          |
| Região intermediária [2024]        | Imperatriz                                                                          |
| Região imediata [2024]             | Imperatriz                                                                          |
| Mesorregião [2022]                 | Sul Maranhense                                                                      |
| Microrregião [2022]                | Porto Franco                                                                        |

Fonte: IBGE
| Bioma predominante [2024]             | Cerrado  |
| Área urbanizada [2019]                | 9,19 km² |
| Esgotamento sanitário adequado [2010] | 8,9 %    |
| Arborização de vias públicas [2010]   | 57,2 %   |
| Urbanização de vias públicas [2010]   | 0,8 %    |

Fonte: IBGE
Educação
Em 2010, a taxa de escolarização de 6 a 14 anos de idade do município de Estreito era de 93,4%. Comparando-se com outros municípios do estado do Maranhão, ficava na posição 200 de 217.
| Taxa de escolarização de 6 a 14 anos de idade [2010]             | 93,4 %           |
| IDEB – Anos iniciais do ensino fundamental (Rede pública) [2023] | 5,2              |
| IDEB – Anos finais do ensino fundamental (Rede pública) [2023]   | 4,2              |
| Matrículas no ensino fundamental [2023]                          | 5.305 matrículas |
| Matrículas no ensino médio [2023]                                | 1.200 matrículas |
| Docentes no ensino fundamental [2023]                            | 366 docentes     |
| Docentes no ensino médio [2023]                                  | 63 docentes      |
| Número de estabelecimentos de ensino fundamental [2023]          | 29 escolas       |
| Número de estabelecimentos de ensino médio [2023]                | 4 escolas        |

Fonte: IBGE
Economia
| PIB per capita [2021]                                                                           | 26.423,96 R$      |
| Índice de Desenvolvimento Humano Municipal (IDHM) [2010]                                        | 0,659             |
| Total de receitas brutas realizadas [2023]                                                      | 197.807.217,34 R$ |
| Transferências correntes (Percentual em relação às receitas correntes brutas realizadas) [2023] | 88,08 %           |
| Total de despesas brutas empenhadas [2023]                                                      | 164.983.401,60 R$ |

Fonte: IBGE

## Demografia
De acordo com o Censo Demográfico de 2022, a população do município de Estreito era de 33.294 habitantes e a densidade demográfica era de 12,24 habitantes por quilômetro quadrado. Comparando-se com outros municípios do estado do Maranhão, ficava nas posições 41 e 156 de 217. Já a estimativa populacional para o ano de 2024 era de 34.353 pessoas.

## Galeria

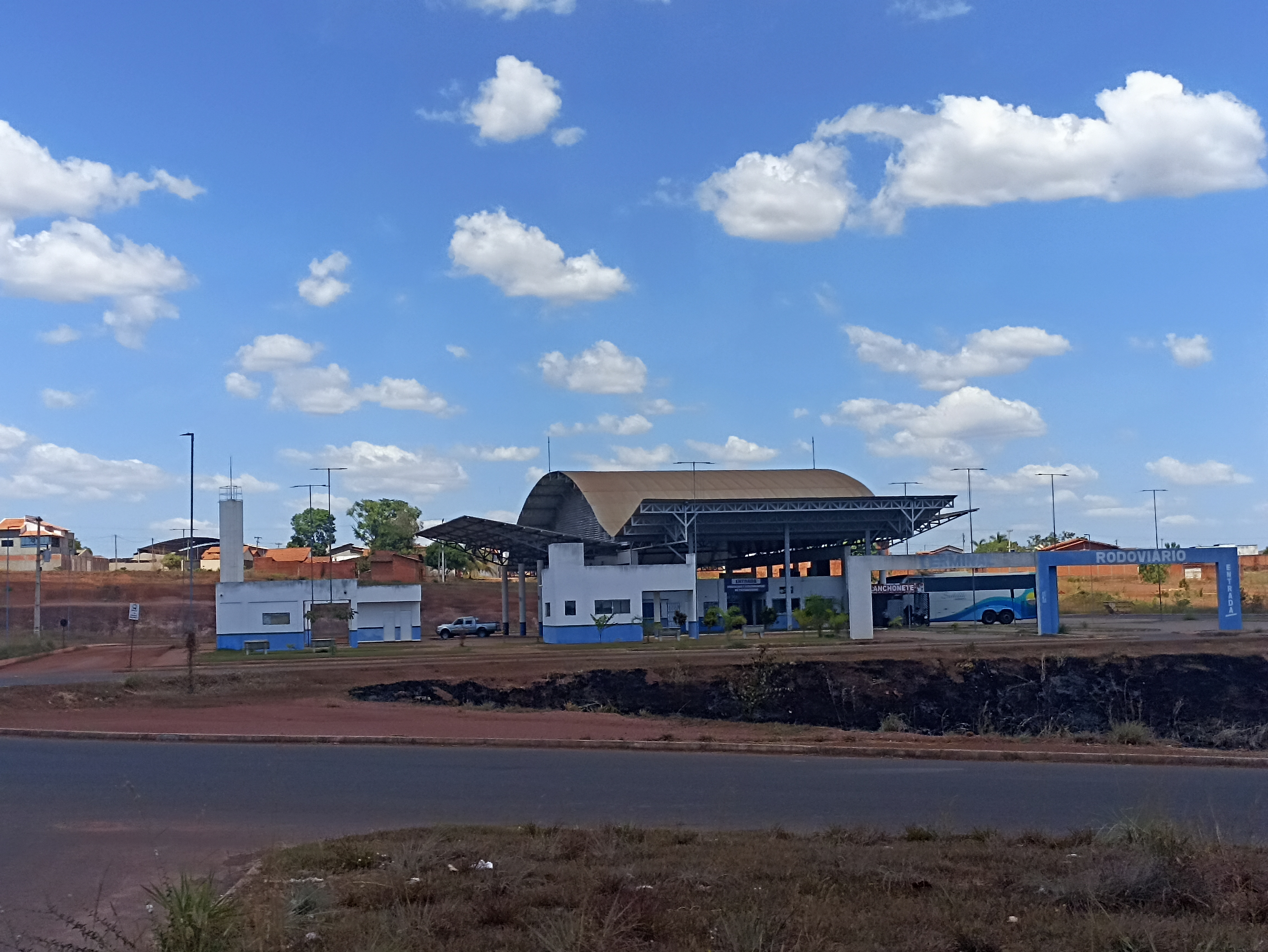
Terminal Rodoviário de Estreito
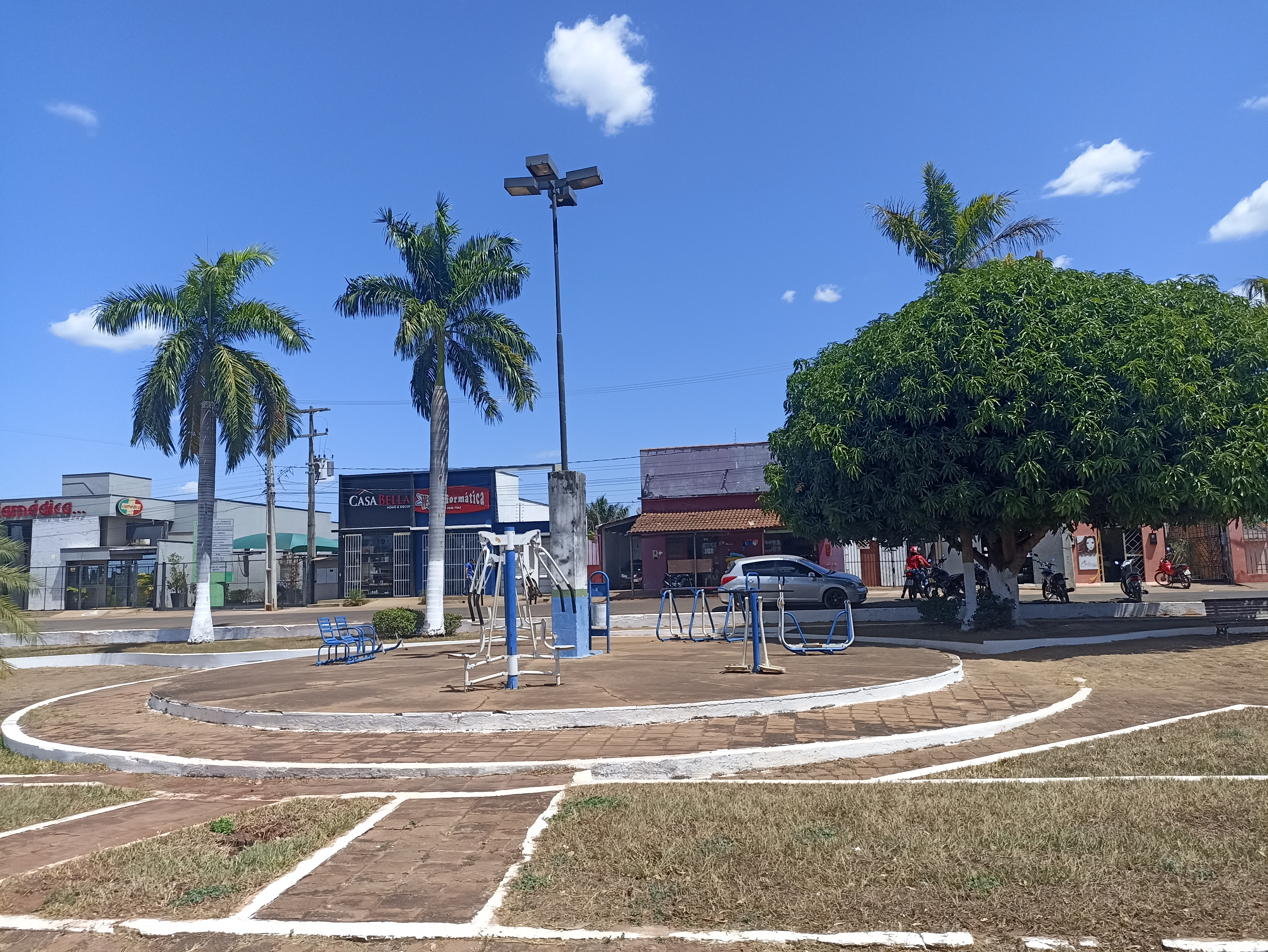
Aspecto da cidade
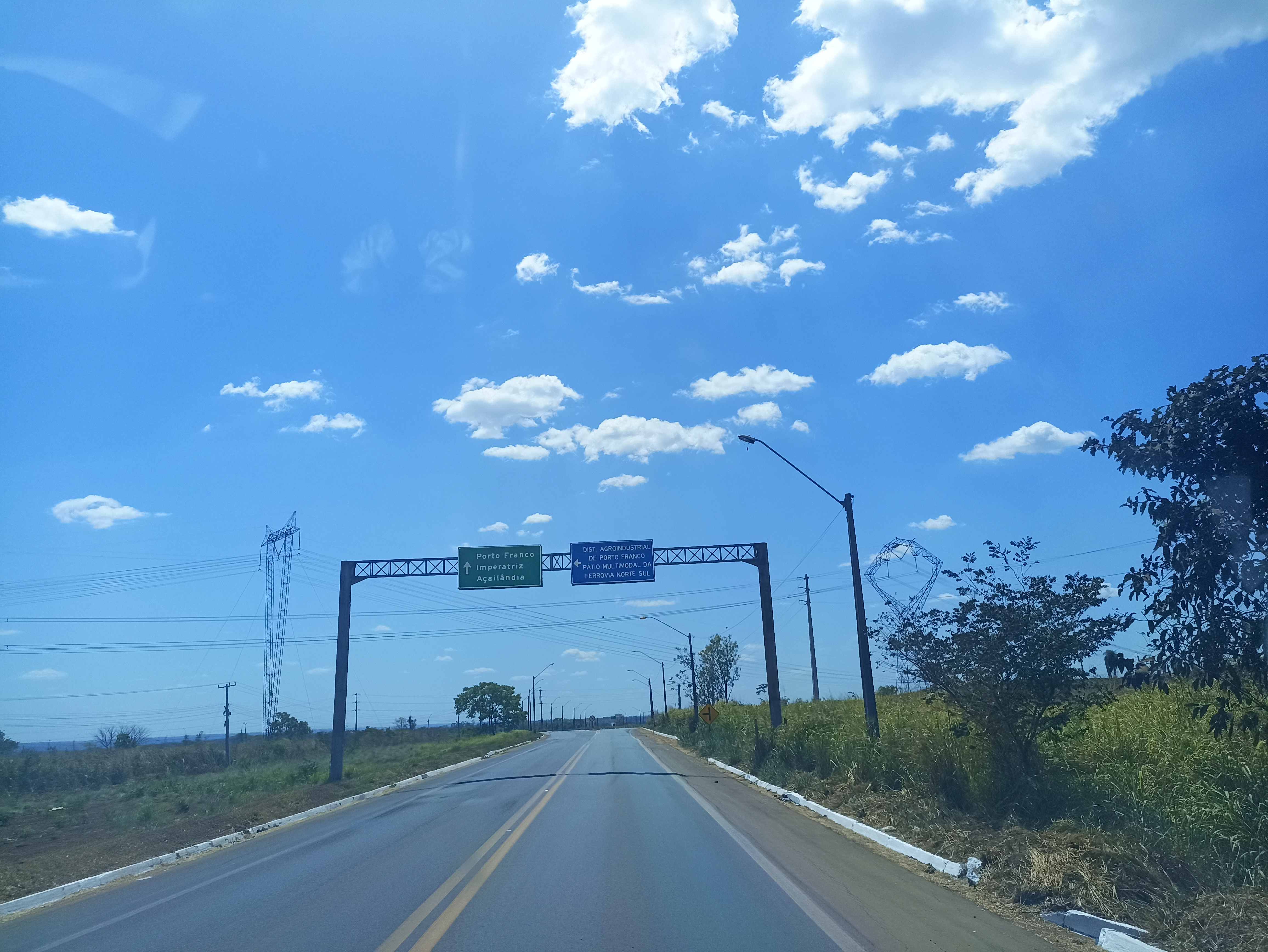
Trecho da BR-226/BR-230 no município